# Coronel Pacheco
Coronel Pacheco é um município brasileiro do estado de Minas Gerais. Sua população recenseada em 2022 era de 2 762 habitantes. O nome da cidade homenageia o Coronel José Manoel Pacheco (1838-1914), que foi vereador em Juiz de Fora nas legislaturas de 1873-76, 1898-1900 e 1905-07.
O município teve origem no antigo povoado de Água Limpa, depois conhecido por Triqueda,, que tornou-se distrito de Juiz de Fora em 31 de julho de 1890. Posteriormente, a sede do distrito foi transferida, definitivamente, para o povoado de Lima Duarte, renomeado Água Limpa.. Água Limpa pertenceu, entre 1938-43, ao município de Rio Novo, retornando a Juiz de Fora após esse período. Em 30 de dezembro de 1962, se emancipou de Juiz de Fora, adotando a denominação de Coronel Pacheco. Faz parte da Estrada Real, estando no Caminho Novo.

## Geografia
Clima
Segundo dados do Instituto Nacional de Meteorologia (INMET), referentes aos períodos de 1966 a 1987 e 1990 a 2009, a menor temperatura registrada em Coronel Pacheco foi de 1,3 °C em 27 de junho de 1994, e a maior atingiu 38,1 °C em 17 de janeiro de 1995. Na onda de calor no Brasil em novembro de 2023, no dia 18 de novembro de 2023, foi registrada a nova temperatura máxima recorde de 43,1 °C em Coronel Pacheco. O maior acumulado de precipitação em 24 horas foi de 140,1 milímetros (mm) em 19 de janeiro de 1985. Janeiro de 1985, com 716,8 mm, foi o mês de maior precipitação.
| Dados climatológicos para Coronel Pacheco | Dados climatológicos para Coronel Pacheco | Dados climatológicos para Coronel Pacheco | Dados climatológicos para Coronel Pacheco | Dados climatológicos para Coronel Pacheco | Dados climatológicos para Coronel Pacheco | Dados climatológicos para Coronel Pacheco | Dados climatológicos para Coronel Pacheco | Dados climatológicos para Coronel Pacheco | Dados climatológicos para Coronel Pacheco | Dados climatológicos para Coronel Pacheco | Dados climatológicos para Coronel Pacheco | Dados climatológicos para Coronel Pacheco | Dados climatológicos para Coronel Pacheco |
| Mês | Jan                                       | Fev                                       | Mar                                       | Abr                                       | Mai                                       | Jun                                       | Jul                                       | Ago                                       | Set                                       | Out                                       | Nov                                       | Dez                                       | Ano                                       |
| --- | ----------------------------------------- | ----------------------------------------- | ----------------------------------------- | ----------------------------------------- | ----------------------------------------- | ----------------------------------------- | ----------------------------------------- | ----------------------------------------- | ----------------------------------------- | ----------------------------------------- | ----------------------------------------- | ----------------------------------------- | ----------------------------------------- |
| Temperatura máxima recorde (°C) | 38,1                                      | 37                                        | 36,9                                      | 34,6                                      | 33,5                                      | 33,5                                      | 33,1                                      | 35,9                                      | 37,9                                      | 37,9                                      | 43,1                                      | 35,9                                      | 43,1                                      |
| Temperatura máxima média (°C) | 30,2                                      | 31                                        | 30,2                                      | 28,8                                      | 26,7                                      | 26,1                                      | 25,8                                      | 27                                        | 27,2                                      | 28,8                                      | 28,9                                      | 29,4                                      | 28,4                                      |
| Temperatura média compensada (°C) | 24,2                                      | 24,4                                      | 23,9                                      | 22,3                                      | 19,7                                      | 17,8                                      | 17,4                                      | 18,4                                      | 20                                        | 22,2                                      | 23                                        | 23,8                                      | 21,4                                      |
| Temperatura mínima média (°C) | 20                                        | 19,9                                      | 19,4                                      | 17,6                                      | 14,3                                      | 12                                        | 11,4                                      | 12,2                                      | 14,5                                      | 17,2                                      | 18,6                                      | 19,7                                      | 16,4                                      |
| Temperatura mínima recorde (°C) | 10,6                                      | 11,5                                      | 10,9                                      | 7,1                                       | 4,9                                       | 1,3                                       | 2                                         | 2,9                                       | 4                                         | 6,8                                       | 11                                        | 10,6                                      | 1,3                                       |
| Precipitação (mm) | 355,1                                     | 195,1                                     | 220,6                                     | 79,4                                      | 42,2                                      | 19,5                                      | 12,6                                      | 17,6                                      | 72,3                                      | 103,7                                     | 206,1                                     | 296,4                                     | 1 620,6                                   |
| Dias com precipitação (≥ 1 mm) | 17                                        | 12                                        | 13                                        | 7                                         | 4                                         | 2                                         | 2                                         | 2                                         | 7                                         | 8                                         | 13                                        | 17                                        | 104                                       |
| Umidade relativa compensada (%) | 81,2                                      | 80,2                                      | 80,8                                      | 81,5                                      | 81,3                                      | 81,7                                      | 79,8                                      | 76,8                                      | 76,1                                      | 76,1                                      | 78,7                                      | 81,2                                      | 79,6                                      |
| Insolação (h) | 157,9                                     | 186                                       | 190,6                                     | 192,5                                     | 182,3                                     | 187,6                                     | 191,8                                     | 204,8                                     | 150,5                                     | 163,7                                     | 138,3                                     | 134,7                                     | 2 080,7                                   |
| Fonte: Instituto Nacional de Meteorologia (INMET) (normal climatológica de 1981-2010; recordes de temperatura: 01/10/1966 a 31/12/1987 e 01/01/1990 a 30/04/2009) |                                           |                                           |                                           |                                           |                                           |                                           |                                           |                                           |                                           |                                           |                                           |                                           |                                           |

## Economia
A principal atividade econômica do município é a pecuária, especialmente de leite.

## Turismo
A Cachoeira Triqueda, o Horto Botânico Vasco Gomes, a cachoeira Fazenda da Prata, são locais que merecem ser visitados pelos turistas. A Pedreira de Coronel Pacheco é utilizada para a prática de esportes radicais – rappel e escalada, além de uma boa caminhada.
Para os amantes do ciclismo, o município conta também como atração turística, com uma trilha que percorre o extinto Ramal de Juiz de Fora, pertencente à Estrada de Ferro Leopoldina. Pelo caminho, é possível observar rios e cascatas, as fazendas da região e resquícios da ferrovia como pontilhões de ferro e antigas estações ferroviárias. Tal ramal ligava Coronel Pacheco às cidades de Juiz de Fora e Rio Novo. 

## Administração
O prefeito atual é Marcos Aurélio Valério Venâncio.